# Anton Ferlinc
Anton Ferlinc, slovenski učitelj, * 10. december 1909, Maribor, † 22. marec 1979, Maribor.

## Življenje in delo
Po maturi leta 1929 na mariborskem učiteljišču je poučeval v Sveti Trojici v Slovenskih goricah in Lokavcih. Po 2. svetovni vojni je vodil dijaške domove v Mariboru in bil do 1966 direktor mariborskega zavoda za prosvetno-pedagoško službo. Je soavtor Računice za III. razred osnovnih šol in več drugih pedagoških publikacij. Sodeloval je pri sestavljanju učnih načrtov za osnovno šolo ter pisal članke v Popotnika in Sodobno pedagogiko. Prejel je Žagarjevo nagrado.